# پرولز
پرولز (به بلغاری: Prolez) یک منطقهٔ مسکونی در بلغارستان است که در شهرستان شابلا واقع شده‌است.